# Nisída Sapiéntza
Nisída Sapiéntza är en ö i Grekland.   Den ligger i regionen Peloponnesos, i den södra delen av landet, 230 km sydväst om huvudstaden Aten. Arean är 9,1 kvadratkilometer.
Terrängen på Nisída Sapiéntza är lite kuperad. Öns högsta punkt är 216 meter över havet. Den sträcker sig 7,0 kilometer i nord-sydlig riktning, och 3,3 kilometer i öst-västlig riktning.